# دی ریچارد هیپ
دی ریچارد هیپ (انگلیسی: D. Richard Hipp؛ زادهٔ ۹ آوریل ۱۹۶۱) دانشمند رایانه و سازنده اس‌کیوال لایت اهل ایالات متحده آمریکا است.
وی همچنین برندهٔ جوایزی همچون جایزه متن‌باز اورایلی شده است.